# Olivier Sire
Olivier Sire, né le 19 janvier 1954 à Paris, est un universitaire français, président de l'université de Bretagne-Sud de 2010 à 2012. 

## Formation universitaire
Olivier Sire est titulaire d'un DEA de physiologie de la reproduction obtenu en 1979 à l'université Pierre-et-Marie-Curie, d'un doctorat de biologie et physiologie animales obtenu en 1981 dans la même université, puis d'un doctorat de biochimie fondamentale obtenu en 1986 à l'université Paris-Diderot.

## Carrière comme enseignant
Il est attaché-assistant de 1980 à 1987 à l'université Paris-Descartes, puis maître de conférences à partir de 1987 à l'université Paris-Diderot. En 1996, il rejoint l'université de Bretagne-Sud. Il y enseigne jusqu'à sa retraite en 2024, marquant ainsi plus de quatre décennies de carrière académique. Sa pédagogie et son engagement ont marqué plusieurs générations d'étudiants.

## Fonctions administratives
Il exerce plusieurs responsabilités à l'université de Bretagne-Sud : responsable de la maîtrise de biochimie de 1996 à 2000, puis vice-président du Conseil scientifique de 2000 à 2004. Le 4 décembre 2009 il est élu président de l'université de Bretagne-Sud pour une période de deux ans succédant ainsi à Éric Martin. Il doit faire face pendant son mandat à des problèmes budgétaires, l'établissement voyant son budget augmenter de 13 à 66 millions d'euros à partir de 2010 en application de la LRU.
Un projet d'utilisation de l'ancienne école de police de Vannes par l'université voit le jour sous sa présidence, mais est abandonnée par son successeur faute de moyens financiers.
Il annonce sa candidature à sa propre succession le 27 février 2012, mais la liste qu'il conduit est mise en difficulté lors des élections du 8 mars 2012. La participation est très forte pour une élection de ce type, et Jean Peeters, enseignant en langue, est alors pressenti pour lui succéder. Ce dernier est élu le 22 mars 2012 et lui succède à la tête de l'établissement.

## Distinction
- Chevalier de l'ordre national du Mérite (2013)
- Officier de l'ordre des Palmes académiques[12]